# Jorge Fossati
Jorge Daniel Fossati Lurachi (Tacuarembó, 22 de noviembre de 1952) es un exfutbolista y entrenador de fútbol uruguayo. Actualmente es director técnico del Club Universitario de Deportes de la Liga 1 de Perú. Como futbolista jugaba como arquero.

## Trayectoria

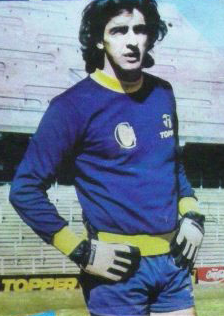
Jorge Fossati en 1986 a sus 34 años de edad en el Club Atlético Rosario Central.

### Como jugador
Su carrera se desarrolló mayoritariamente en el Club Atlético Peñarol, también jugó en Argentina en Independiente  
además de Rosario Central y en Deportivo Mandiyú de Corrientes, aunque fue más un rumor de la época y tuvo un precontrato para jugar en la temporada 1988/89 aunque fue en calidad de guardameta suplente y solo jugó un amistoso preparatorio previo para dicha entidad correntina en esos años. De la cual también jugó en el Club Olimpia, de Paraguay; en el Avaí Futebol Clube, de Brasil; en Green Cross-Temuco, de Chile, y Millonarios, de Colombia.

### Como entrenador

#### Clubes
Después de su retiro como jugador, ha dirigido a River Plate, de Montevideo, Peñarol (conquistando uno de los títulos del segundo quinquenio de la institución) y Danubio en Uruguay. También ha sido técnico de Colón en Argentina, Cerro Porteño en Paraguay y Liga de Quito en Ecuador.
A partir de enero de 2009, se convierte por segunda ocasión en entrenador de la Liga de Quito en reemplazo de Edgardo Bauza. Con Liga de Quito, consigue la Recopa Sudamericana 2009 y el 2 de diciembre de 2009, tras un duro partido contra el Fluminense en Brasil, consigue consagrarse campeón de la Copa Sudamericana 2009.
En el año 2010 logró clasificar, luego de eliminar en cuartos de final al vigente campeón, el Club Estudiantes de La Plata, a las semifinales de la Copa Libertadores 2010 con el Inter de Porto Alegre de Brasil, equipo que terminó consagrándose Campeón de América en dicho año. Aunque Jorge no estuvo presente con el conjunto de Rio Grande do Sul en las instancias finales de dicha Competición continental, fue parte del proceso de dicha conquista, siendo tan importante como el mismo entrenador que consumó la victoria.
En el año 2011, Fossati asumió la dirección técnica del equipo qatarí Al Sadd durante la participación en el Mundial de Clubes. En la semifinal de dicho torneo, el equipo sufrió una derrota por 4-0 ante el Barcelona FC de España.
En mayo de 2012, terminó su contrato con el Al-Sadd y se vinculó con Cerro Porteño, de Paraguay, al que sacó campeón del Torneo Apertura y alcanzó los cuartos de final de la Copa Sudamericana en el año 2012. pero luego sería despedido al no conseguir avanzar en la primera fase de la Copa # 2013.
A fines de enero de 2014, asumió como director técnico de Peñarol. Pero renunció luego de la derrota ante su clásico rival Nacional el 9 de noviembre.
En junio de 2019, el Club Atlético River Plate de Uruguay le solicita ayuda con el objeto que tomara el mando del club, y así poder evitar el descenso. En 4 meses llevó al club a un mejoramiento importante en lo futbolístico, llegando a la final del Torneo Intermedio, empatando 2 a 2 en los 120 minutos (90 minutos reglamentarios y 30 minutos de alargue), perdiendo por definiciones a penales con Liverpool de Uruguay.
El 23 de agosto de 2021, fue presentado como DT de Danubio.
En marzo de 2023, firmó contrato con el Club Universitario de Deportes de Perú, tras la salida del anterior comando técnico liderado por Carlos Compagnucci. Con Universitario, luego de un duro año disputando la Copa Sudamericana y liga nacional, logró llevar al club merengue a su 27.º título nacional luego de 10 temporadas, al lograr el campeonato en casa de su clásico rival Alianza Lima. El 13 de diciembre del mismo año se oficializó su salida de la 'U' debido al acuerdo que llegó con la Selección Peruana.
Tras casi un año y medio sin entrenar, el 20 de abril de 2025 se oficializó su vuelta a Universitario de Deportes.

#### Selecciones

##### Selección uruguaya
Jorge Fossati fue director técnico de la selección uruguaya en 2004. Fossati tomó el cargo en un momento en que la selección uruguaya estaba prácticamente fuera del Mundial 2006, logró sacarla de los últimos lugares de la tabla de las eliminatorias y pelear la repesca con la selección de Australia. Luego de una gran esfuerzo por parte del plantel técnico y los jugadores, Uruguay quedó eliminado por penales del Mundial 2006. A Fossati lo reemplazó en el cargo de entrenador de la selección uruguaya el maestro Óscar Washington Tábarez.

##### Selección peruana
Durante la gestión de Agustín Lozano, el 27 de diciembre de 2023 fue anunciado como técnico de la selección del Perú.En la Copa América 2024, el seleccionado quedó eliminado en la fase de grupos luego de finalizar en la última colocación del Grupo A.El 18 de diciembre del 2024 tras los malos resultados en el tramo de ese año en las eliminatorias rumbo al mundial de 2026 (1 victoria, 2 empates y 3 derrotas), fue despedido por la Federación Peruana de Futbol.
El 20/04/2025 el Club Universitario de Deportes confirma la contratación nuevamente como Director técnico del primer equipo a la salida de Fabián Bustos quien fue contratado por el Club Olimpia de Paraguay

##### Participaciones en Copa América
| Torneo            | Selección | Sede           | Resultado    |
| ----------------- | --------- | -------------- | ------------ |
| Copa América 2004 | Uruguay   | Perú           | Tercer lugar |
| Copa América 2024 | Perú      | Estados Unidos | 13°          |

## Clubes

### Como jugador
| Club                 | País      | Año       |
| -------------------- | --------- | --------- |
| Rampla Juniors       | Uruguay   | 1969-1971 |
| Central Español      | Uruguay   | 1972      |
| Peñarol              | Uruguay   | 1973-1980 |
| Independiente        | Argentina | 1981      |
| Millonarios          | Colombia  | 1982      |
| Olimpia              | Paraguay  | 1983      |
| Green Cross-Temuco   | Chile     | 1983-1984 |
| Rosario Central      | Argentina | 1985-1987 |
| Mandiyú (Corrientes) | Argentina | 1987-1988 |
| Avaí                 | Brasil    | 1988      |
| Coritiba             | Brasil    | 1989-1990 |

### Como entrenador
| Club                 | País           | Año       | PD  | PG  | PE  | PP  | Efectividad |
| -------------------- | -------------- | --------- | --- | --- | --- | --- | ----------- |
| River Plate          | Uruguay        | 1993-1995 | 84  | 24  | 26  | 34  | 38.89 %     |
| Peñarol              | Uruguay        | 1996      | 40  | 18  | 11  | 11  | 54.17 %     |
| Cerro Porteño        | Paraguay       | 1997      | 38  | 16  | 9   | 13  | 50 %        |
| Danubio              | Uruguay        | 1998-2001 | 110 | 59  | 29  | 22  | 62.43 %     |
| Colón                | Argentina      | 2001-2002 | 38  | 14  | 14  | 10  | 49.12 %     |
| Danubio              | Uruguay        | 2002-2003 | 42  | 20  | 9   | 13  | 54.76 %     |
| Liga de Quito        | Ecuador        | 2003-2004 | 61  | 34  | 10  | 17  | 61.2 %      |
| Selección de Uruguay | Uruguay        | 2004-2005 | 23  | 8   | 8   | 7   | 46.37 %     |
| Al-Sadd              | Catar          | 2007      | 6   | 1   | 1   | 4   | 22.23 %     |
| Selección de Catar   | Catar          | 2007-2009 | 12  | 6   | 2   | 4   | 55.56 %     |
| Liga de Quito        | Ecuador        | 2009      | 59  | 26  | 17  | 16  | 53.67 %     |
| Internacional        | Brasil         | 2010      | 36  | 20  | 7   | 9   | 62.04 %     |
| Al-Shabab            | Arabia Saudita | 2010      | 33  | 16  | 9   | 8   | 57.57 %     |
| Al-Sadd              | Catar          | 2011-2012 | 42  | 21  | 12  | 9   | 59.52 %     |
| Cerro Porteño        | Paraguay       | 2012-2013 | 37  | 18  | 10  | 9   | 57.66 %     |
| Peñarol              | Uruguay        | 2014      | 39  | 20  | 10  | 9   | 59.83 %     |
| Al-Rayyan            | Catar          | 2015-2016 | 28  | 21  | 3   | 4   | 78.57 %     |
| Selección de Catar   | Catar          | 2016-2017 | 11  | 4   | 3   | 4   | 45.45 %     |
| Al-Ahli              | Arabia Saudita | 2019      | 17  | 8   | 2   | 7   | 50.98 %     |
| River Plate          | Uruguay        | 2019-2021 | 66  | 26  | 20  | 20  | 49.49 %     |
| Danubio              | Uruguay        | 2021-2022 | 49  | 21  | 17  | 11  | 54.42 %     |
| Universitario        | Perú           | 2023      | 43  | 26  | 9   | 8   | 67.45 %     |
| Selección de Perú    | Perú           | 2024      | 13  | 4   | 4   | 5   | 41.03 %     |
| Universitario        | Perú           | 2025-Act. | 20  | 11  | 5   | 4   | 63.33 %     |
| Total                | Total          | Total     | 947 | 442 | 247 | 258 | 55.36 %     |

## Palmarés

### Como jugador

#### Torneos regionales
| Título                 | Club    | Estado         | Año  |
| ---------------------- | ------- | -------------- | ---- |
| Campeonato Catarinense | Avaí FC | Santa Catarina | 1988 |

#### Torneos nacionales
| Título               | Club            | País      | Año     |
| -------------------- | --------------- | --------- | ------- |
| Campeonato Uruguayo  | Peñarol         | Uruguay   | 1973    |
| Campeonato Uruguayo  | Peñarol         | Uruguay   | 1974    |
| Campeonato Uruguayo  | Peñarol         | Uruguay   | 1975    |
| Campeonato Uruguayo  | Peñarol         | Uruguay   | 1978    |
| Campeonato Uruguayo  | Peñarol         | Uruguay   | 1979    |
| Campeonato Paraguayo | Olimpia         | Paraguay  | 1983    |
| Primera B            | Rosario Central | Argentina | 1985    |
| Campeonato Argentino | Rosario Central | Argentina | 1986-87 |

### Como entrenador

#### Campeonatos nacionales
| Título                     | Club          | País     | Año     |
| -------------------------- | ------------- | -------- | ------- |
| Campeonato Uruguayo        | Peñarol       | Uruguay  | 1996    |
| Serie A                    | Liga de Quito | Ecuador  | 2003    |
| Copa Príncipe de la Corona | Al Sadd       | Catar    | 2006    |
| Liga de Catar              | Al Sadd       | Catar    | 2006-07 |
| Copa del Emir de Catar     | Al Sadd       | Catar    | 2006-07 |
| Copa Príncipe de la Corona | Al Sadd       | Catar    | 2007    |
| Copa del Jeque Jassem      | Al Sadd       | Catar    | 2007    |
| Campeonato paraguayo       | Cerro Porteño | Paraguay | 2012-A  |
| Liga 1                     | Universitario | Perú     | 2023    |

#### Campeonatos internacionales
| Título                      | Club          | Sede           | Año  |
| --------------------------- | ------------- | -------------- | ---- |
| Recopa Sudamericana         | Liga de Quito | Quito          | 2009 |
| Copa Sudamericana           | Liga de Quito | Río de Janeiro | 2009 |
| Liga de Campeones de la AFC | Al Sadd       | Jeonju         | 2011 |